# Хут
Хут (біл. Хут) — персонаж білоруської міфології, хатній дух, що в обмін на їжу активно допомагає людям — приносить гроші, зерно, успіх та інші вигоди, але якщо перестати його годувати — він суворо помститься. За виключенням цього — ніколи не шкодить людям, але дуже любить жартувати та  дуріти.

## Опис
Хут це хатній дух, що допомагає людям у принесенні їм різних благ. Завжди постає у різних виглядах: він може перетворитися на дракона, маленького хлопчика, гнома, та на будь-яку іншу живу істоту, або навіть у неживий предмет, на кшталт шматка дерева, старого колеса чи чогось схожого, але найчастіше він перебуває невидимим. Хут дуже грайливий дух — нікому не шкодить, але постійно над усіма жартує. Наприклад, він може заховати чужі речі, розкидати продукти, ганяти худобу по полю, або просто потішно нашкодити, за виключенням цих дурниць — він не шкодить людям, але, якщо родина, в хаті якої він оселився перестане його годувати — він суворо помститься. Скривджений Хут може спалити весь двір, включаючи хлів і будинок, але при тому вогонь абсолютно ніяк не впливає на сусідів, сам же він спостерігає за пожежею, обернувшись якимось непримітним предметом. Якщо хто здогадається і перенесе його з попелища у свій двір, у того він буде жити й сприяти зростанню його багатства і добробуту. Однак, якщо Хут буде регулярно і смачно харчуватися — він буде активно сприяти поліпшенню якості життя мешканців хати, де він оселився й в цієї хаті завжди буде гроші та їжа. Він приносить снопи з чужих полів, гроші від скарбів, захованих в землі, сприяє появі більшої кількості врожаю, а також приносить своїм господарям добробут та успіх. Хут любить будь-яку їжу, проте, його улюбленими ласощами є яєчня, печена в мисці з розбовтаних на молоці яєць і присмачена маленькими баранячками, що застосовувалася на весіллях, хрестинах і на Свято Купали.
Також Хут може по-доброму відноситься й до худоби, але лише до тих тварин, хто йому особисто сподобатися. Така тварина буде смачно і харчуватися, рости й завжди залишатися щасливою. А тих тварин, що йому не подобаються — він вважає за краще ганяти по полю і всіляко над ними жартувати, навіть доводячи їх до сильного схуднення.